# Viktor Tjernisjov
Viktor Tjernisjov, född 9 maj 1985, är en rysk bandyspelare som spelar för Dynamo Moskva. Hans moderklubb är Dynamo Majak.